# آرثر براون (مغني)
آرثر براون (بالإنجليزية: Arthur Brown)‏ هو مغني وكاتب أغاني بريطاني، ولد في 24 يونيو 1942 في مدينة ويتبي في المملكة المتحدة.

## وصلات خارجية
- الموقع الرسمي
- آرثر براون على موقع IMDb (الإنجليزية)
- آرثر براون على موقع ألو سيني (الفرنسية)
- آرثر براون على موقع ميوزك برينز (الإنجليزية)
- آرثر براون على موقع أول موفي (الإنجليزية)
- آرثر براون على موقع إن إن دي بي (الإنجليزية)
- آرثر براون على موقع أول ميوزيك (الإنجليزية)
- آرثر براون على موقع ديسكوغز (الإنجليزية)
- آرثر براون على موقع قاعدة بيانات الفيلم (الإنجليزية)
- آرثر براون على موقع كينوبويسك (الروسية)
- آرثر براون على موقع كينوبويسك (الروسية)